# Mörttjärnen (Lima socken, Dalarna, 678132-133597)
Mörttjärnen är en sjö i Malung-Sälens kommun i Dalarna och ingår i Göta älvs huvudavrinningsområde. Sjön har en area på 0,0623 kvadratkilometer och ligger 438,1 meter över havet.

## Delavrinningsområde
Mörttjärnen ingår i det delavrinningsområde (678153-133677) som SMHI kallar för Gräns mot Norge. Medelhöjden är 463 meter över havet och ytan är 19,82 kvadratkilometer. Det finns inga avrinningsområden uppströms utan avrinningsområdet är högsta punkten. Vattendraget som avvattnar avrinningsområdet har biflödesordning 3, vilket innebär att vattnet flödar genom totalt 3 vattendrag innan det når havet efter 524 kilometer. Avrinningsområdet består mestadels av skog (55 procent) och sankmarker (37 procent). Avrinningsområdet har 0,13 kvadratkilometer vattenytor vilket ger det en sjöprocent på 0,6 procent.